# Auribat
L'Auribat est un pays historique de la Gascogne située en dans le département des Landes en région Nouvelle-Aquitaine.

## Géographie
Défini comme région naturelle ou encore pays traditionnel, l'Auribat est une petite région constitutive du Nord de la Chalosse située au Sud de la confluence de l'Adour et de la Midouze (affluent rive droite), dans le canton de Montfort-en-Chalosse.
L'Auribat occupe notamment la plus grande partie de la presqu'île formée par le confluent de l'Adour et du Louts, (affluent rive gauche) qui traverse la Chalosse. Historiquement, l'archiprêtré d'Auribat couvrait aussi toute la presqu'île entre l'Adour et le Louts.
Il est composé de douze communes : Goos, Préchacq-les-Bains, Louer, Gousse, Cassen, Saint-Jean-de-Lier, Vicq-d'Auribat, Onard, Saint-Geours-d'Auribat, Poyanne, Laurède et Lourquen.

## Histoire
L'Auribat a été acquis par la maison d'Albret vers 1308-1312.
Au XVe siècle, ses habitants profitèrent de la puissance des Albrets et de la décadence de Bayonne pour tenter d'accaparer le trafic du fleuve.

## Toponymie
D’après M. Gourdon, Auribat est issu du gascon vath (prononcer bate) : le vallon, et du latin aurum : l'or et signifie donc la vallée dorée. On y aurait trouvé de l'or sous forme de minerai superficiel et de paillettes.
Selon Hervé Coudroy, le nom Auribat proviendrai du latin Aurea Valle (vallée d’or).